# Kościół Chrystusa Króla w Biłgoraju
Kościół pw. Chrystusa Króla – świątynia rzymskokatolicka w Biłgoraju.
Obiekt ten jest kościołem parafialnym dla parafii Chrystusa Króla w diecezji zamojsko-lubaczowskiej.

## Położenie
Kościół Chrystusa Króla znajduje się w zachodniej części Biłgoraja, w granicach administracyjnych osiedla Różnówka. Obiekt jest zlokalizowany na placu, którzy z trzech stron otaczają ulice Polna, Janusza Korczaka i Klonowa.
W sąsiedztwie kościoła, po przeciwnej stronie ulicy Janusza Korczaka, znajduje się dom parafialny z kancelarią i plebanią.

## Historia

### Pierwszy kościół (1982-2018)
W latach 70. i 80. XX trwał proces szybkiej urbanizacji zachodniej części Biłgoraja. Katolicy, zamieszkujący obszar osiedla Różnówka, podjęli starania o budowę w okolicy obiektu sakralnego. Na początku lat 80. przy ulicy Polnej wybudowano kaplicę oraz salę katechetyczną. Konsekracja tych obiektów miała miejsce 28 listopada 1982. Stanowiły one punkt filialny parafii pw. Trójcy Świętej i Wniebowzięcia NMP, a w ich powstanie zaangażowany był m.in. ówczesny proboszcz tejże parafii, ks. Edmund Markiewicz.
Opisana wyżej kaplica z dniem 4 stycznia 1991 stała się kościołem parafialnym, siedzibą nowo erygowanej parafii pw. Chrystusa Króla w Biłgoraju. W październiku i listopadzie 2002 w kościele dokonano prac remontowych, które powiększyły jego powierzchnię do ok. 200m2, a w 2003 poświęcono i oddano do użytku dwa nowe dzwony.
Kościół ten był zbudowany na planie prostokąta. Niewielki obiekt wewnątrz reprezentował typ kościoła halowego. Jego sklepienie było pokryte boazerią. Na szczycie dwuspadowego dachu umieszczona była sygnaturka. We wnętrzu, którego rzut zachowywał kształt prostokątny, znajdował się ołtarz główny wraz z umieszczonymi obok niego ołtarzykami bocznymi. Wszystkie ołtarze były drewniane, a wewnętrzne ściany pokryte malowanym na biało tynkiem.
W sierpniu 2018 opisany wyżej kościół został rozebrany; związane było to z oddaniem do użytku nowej, obecnie istniejącej świątyni.

### Nowy kościół (od 2006)
W latach 2004–2005 parafia zakupiła działki budowlane, które przylegały do nieruchomości zajętej przez istniejący kościół. W tym samym czasie przygotowywano projekt architektoniczny nowego kościoła, będącego główną świątynią dla dużego osiedla Różnówka. 23 września 2006 rozpoczęto prace budowlane. Nowy kościół zaczął powstawać obok obiektu użytkowanego dotychczas.
Do 2008 wybudowana została konstrukcja ścian, a w 2009 zakończyło się krycie dachu. W 2010 powstała wieża, na której zawieszono dzwony. W 2011 wykonano prace blacharskie i wstawiono okna świątyni. Dalszymi etapami były prace we wnętrzu kościoła: m.in. w latach 2014-2015 wykonano ocieplenie stropu i pokryto go boazerią, w 2015 wylano posadzki, a do 2017 układano na nich granitowe płyty. W 2018 pomalowano wewnętrzne ściany i wykonano oświetlenie świątyni.
Przy końcu 2018 prace były na etapie wykonywania ostatnich działań wykończeniowych. Jednocześnie trwały prace wykończeniowe przy plebanii, salach katechetycznych i przy innych obiektach towarzyszących.

## Architektura
Obiekt reprezentuje typ kościoła halowego. Zbudowany jest na planie krzyża łacińskiego: oś budynku leży na linii północ-południe, ołtarz główny wraz z prezbiterium znajduje się po stronie północnej, a wejście – główne drzwi – po stronie południowej. Za drzwiami głównymi znajduje się kruchta (przedsionek).
Południowa, czyli frontowa ściana świątyni, jest skierowana do ulicy Polnej i ma charakter asymetryczny. Po jej prawej stronie umieszczona jest jedyna kościelna wieża, pełniąca funkcję dzwonnicy. Nad głównymi drzwiami znajduje się duże, okrągłe okno (rozeta), a na jego tle na fasadzie budynku zamontowana jest kamienna rzeźba przedstawiająca Chrystusa Króla. Okna w ścianach bocznych świątyni mają formę wydłużonych pionowo prostokątów ze ściętymi górnymi narożnikami. Dach kryty jest blachą; oprócz głównej wieży kościół ma jedną sygnaturkę.
Sklepienie kościoła jest pokryte boazerią i podparte ośmioma kolumnami, ustawionymi w dwóch równoległych rzędach. Świątynia ma ołtarz główny oraz dwa małe ołtarze boczne. Jej wewnętrzne ściany pokrywa malowany na biało tynk, miejscami uzupełniony wstawkami z boazerii. Na chórze kościoła umieszczone są elektryczne organy. 